# Ferdinand Peroutka

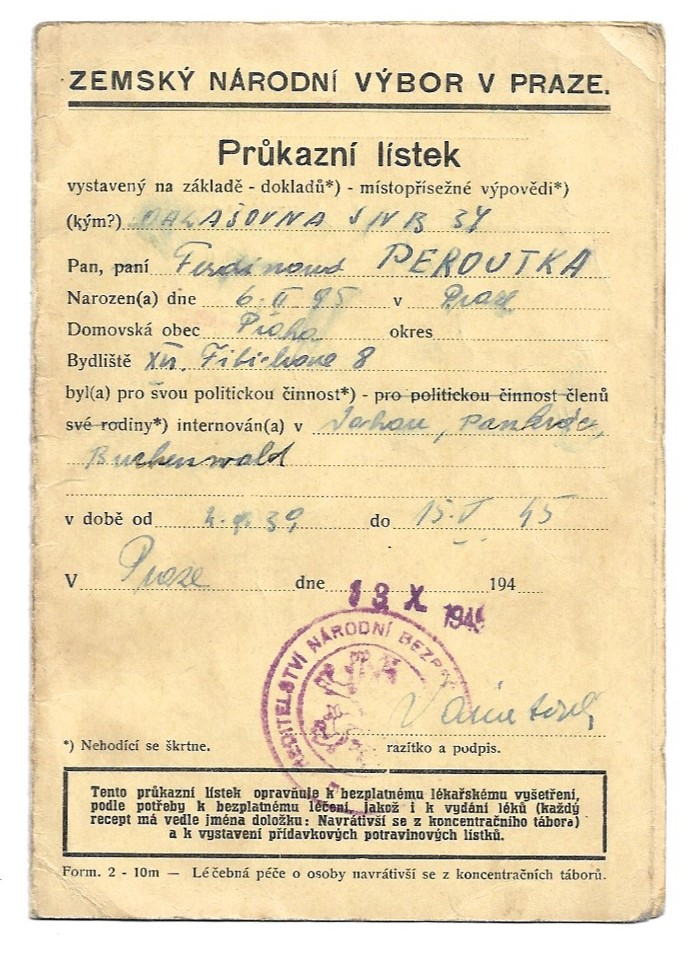
Osvědčení Ferdinanda Peroutky o jeho internaci v koncentračních táborech.

Ferdinand Peroutka (6. února 1895 Praha – 20. dubna 1978 New York) byl český spisovatel, dramatik a publicista. Bývá považován za jednoho z nejvýznamnějších představitelů české předválečné demokratické žurnalistiky. Je autorem díla Budování státu, pojednávajícího o vzniku a prvních letech Československa. Studoval gymnázium v Praze, odkud však před maturitou v roce 1913 odešel a započal svoji novinářskou kariéru příležitostnými příspěvky do Herbenova časopisu Čas. Po komunistickém únorovém převratu roku 1948 odešel do exilu.

## Život

### Rodinný původ
Narodil se 6. února 1895 v Praze čp. 668-II (dnes Příčná 668/3, Praha 1-Nové Město) jako syn Emanuela Peroutky, úředníka klubu cukrovarníků v Praze, a jeho manželky Leontiny, roz. Kopfové, původem z Obory na Jičínsku. Jeho rodiče uzavřeli sňatek 10. dubna 1894 v kostele Nejsvětější Trojice ve Spálené ulici. Ferdinand byl jejich první potomek; později se jim narodil ještě syn Karel (1898) a dcera Ludmila (1901).

### První republika
V letech 1919–1924 působil jako redaktor novin Tribuna, později od roku 1924 do roku 1939 jako šéfredaktor revue Přítomnost. Jeho činnost byla podporována prezidentem republiky T.G. Masarykem, který též pod různými pseudonymy často do časopisu přispíval. V letech 1924–1939 byl Peroutka také politickým komentátorem Lidových novin. Byl členem kruhu tzv. pátečníků, což byla skupina intelektuálů, kteří se scházeli v Čapkově vile a někdy i u prezidenta Masaryka, zejména v prostředí Lánského zámku.
Jako novinář se ve svých politických komentářích věnoval širokému rozsahu témat vnitřní i mezinárodní politiky. Patřil k výrazným kritikům nacismu a komunismu, jejichž ideologie považoval za zhoubné. Z těchto důvodů byl už během první republiky často napadán jak komunisty, tak ze strany krajně pravicových kruhů. Opakovaně kritizoval Adolfa Hitlera za jeho lži a falešné sliby.
V článku Češi, Němci a židé, který vyšel v Přítomnosti 22. února 1939 v období druhé republiky, Peroutka napsal:
„Každý organismus brání se otravě cizí látkou. Lze předpokládat, že roztok židovského elementu v německém životě byl tak silný, že na to německý organismus reagoval jako na otravu. ... Musím učinit jedno přiznání: nemám žádného talentu k antisemitismu, ale při pohledu na bývalou německou literaturu několikrát jsem si pomyslil, že by ve mně mohlo vzniknout pokušení kulturního antisemitismu, kdyby, podobně jako tam, málo asimilovaní židé se zmocnili ducha naší literatury a našich novin a kdyby svými způsoby a svým myšlením zastírali naše způsoby vlastní a přehlušovali ráz myšlení našeho.“
Podle odborníka na dějiny médií 19. a 20. století Martina Sekery, „Z hlediska historie nebyly Peroutkovy výroky myšleny antisemitsky“. Také odborník na dějiny české žurnalistiky Martin Groman zastává názor, že Peroutkův článek „není antisemitský“ a některé věty v textu jsou vytrženy z kontextu.

### Nacistická okupace

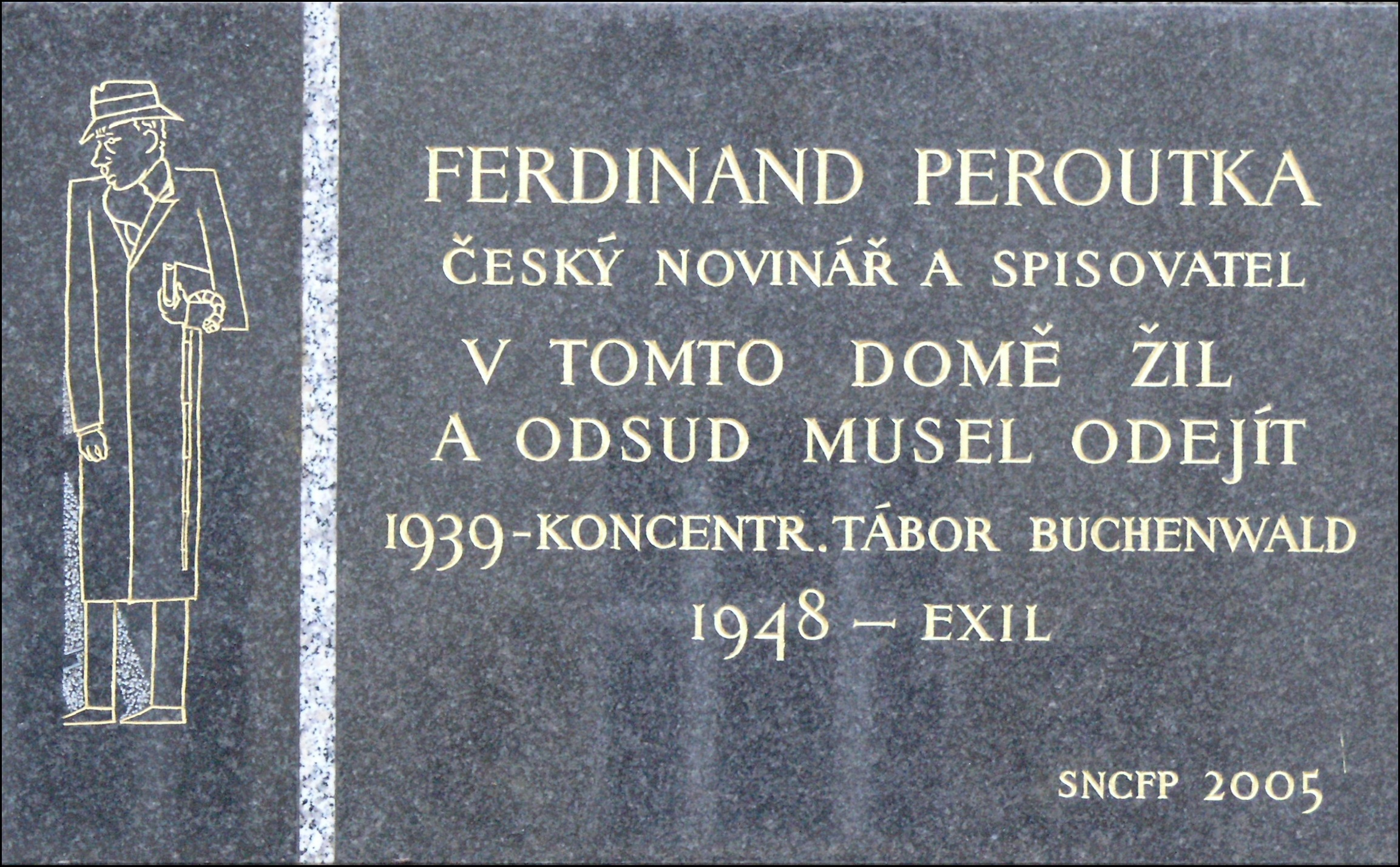
Pamětní deska na domě v Praze na Smíchově, Matoušova ulice

Po okupaci Čech a Moravy v březnu 1939 byl na něj z oficiálních okupačních míst vyvíjen tlak, aby psal v duchu protektorátních potřeb. To se však podařilo jen zčásti, pokud vůbec. V dubnu 1939 pod Peroutkovým jménem sice vyšel v Přítomnosti článek Dynamický život k 50. narozeninám Adolfa Hitlera, kde autor uznal jeho moc, zároveň však razantně odmítl, že by Češi měli s Hitlerem jít. Podle Peroutkova vyjádření byl tento článek hlavním důvodem jeho pozdějšího uvěznění v koncentračním táboře.

#### Zatčení a pobyt v koncentračních táborech
K Peroutkovu prvnímu zatčení došlo už v prvních dnech okupace. Zatímco komunisté, sociální demokraté a němečtí antifašisté byli tehdy ve většině případů odtransportováni do koncentračních táborů, občané nespadající do těchto kategorií byli většinou po několika dnech propuštěni. To byl i Peroutkův případ. O několik měsíců později byl však začátkem září 1939 zatčen znovu. Jakmile totiž Německo rozpoutalo válku s Polskem, mělo eminentní zájem na tom, aby v protektorátu nedošlo k povstání. Nacistická policie se proto rozhodla všechny potenciální protivníky preventivně pozatýkat.
K důvodům, které byly příčinou tohoto druhého Peroutkova zatčení, se on sám po válce vyjádřil takto:
„… týž článek [Dynamický život z roku 1939] je schopen připravit svému autoru dvojí osud: nejdříve [v roce 1939] mu ho přečte komisař gestapa jako hlavní důkaz, proč autor musí zůstat doživotně v koncentračním táboře, a potom, po revoluci [tj. po osvobození 1945], ho cituje jiný český novinář, patrně na důkaz, že autor se chtěl zalichotit Němcům. Jak je možno tak lhát a nestydět se?“
Peroutka byl nejprve vězněn v koncentračním táboře Dachau, dlouhodobě pak v táboře Buchenwald, kde se v roce 1945 dočkal osvobození americkou armádou. V letech 1942/1943–1944 byl dočasně umístěn v pražské věznici na Pankráci. Němci mu nabídli vyměnit ostnatý drát koncentračního tábora za psací stůl protektorátního novináře. On tyto nabídky odmítl, byl proto deportován zpět do koncentračního tábora.

### Třetí republika
Po válce se Peroutka stal šéfredaktorem Svobodných novin, což byly noviny založené namísto předválečných Lidových novin. Současně redigoval i týdeník Dnešek (1945–1948), který zase byl obdobou předválečné Přítomnosti. Původní předválečné názvy periodik nebylo možné použít. Oba tituly totiž vycházely i za Protektorátu, což je v poválečném prostředí zásadním způsobem diskvalifikovalo.
V těchto i pozdějších letech byl Peroutka ze strany komunistů opakovaně nařčen z toho, že nacistům v roce 1939 podlehl. Odpůrci poukazovali mimo jiné na jeho článek Dynamický život a později též na text Hitler po lidské stránce, který však Peroutkovi přisoudili neprávem. Vzhledem k (z dnešního pohledu) poněkud smířlivému pohledu autora na předválečné Německo se někteří snaží interpretovat Peroutkovy citace z předválečných článků jako proněmecké – zejména jeho články z roku 1938. Peroutka však ihned po válce tyto útoky opakovaně odsoudil a proněmecký výklad svých článků odmítl.
V letech 1945–1946 byl Peroutka rovněž poslancem Prozatímního Národního shromáždění za Československou stranu národně socialistickou. V parlamentu zasedal do parlamentních voleb v roce 1946.

### Exil po roce 1948

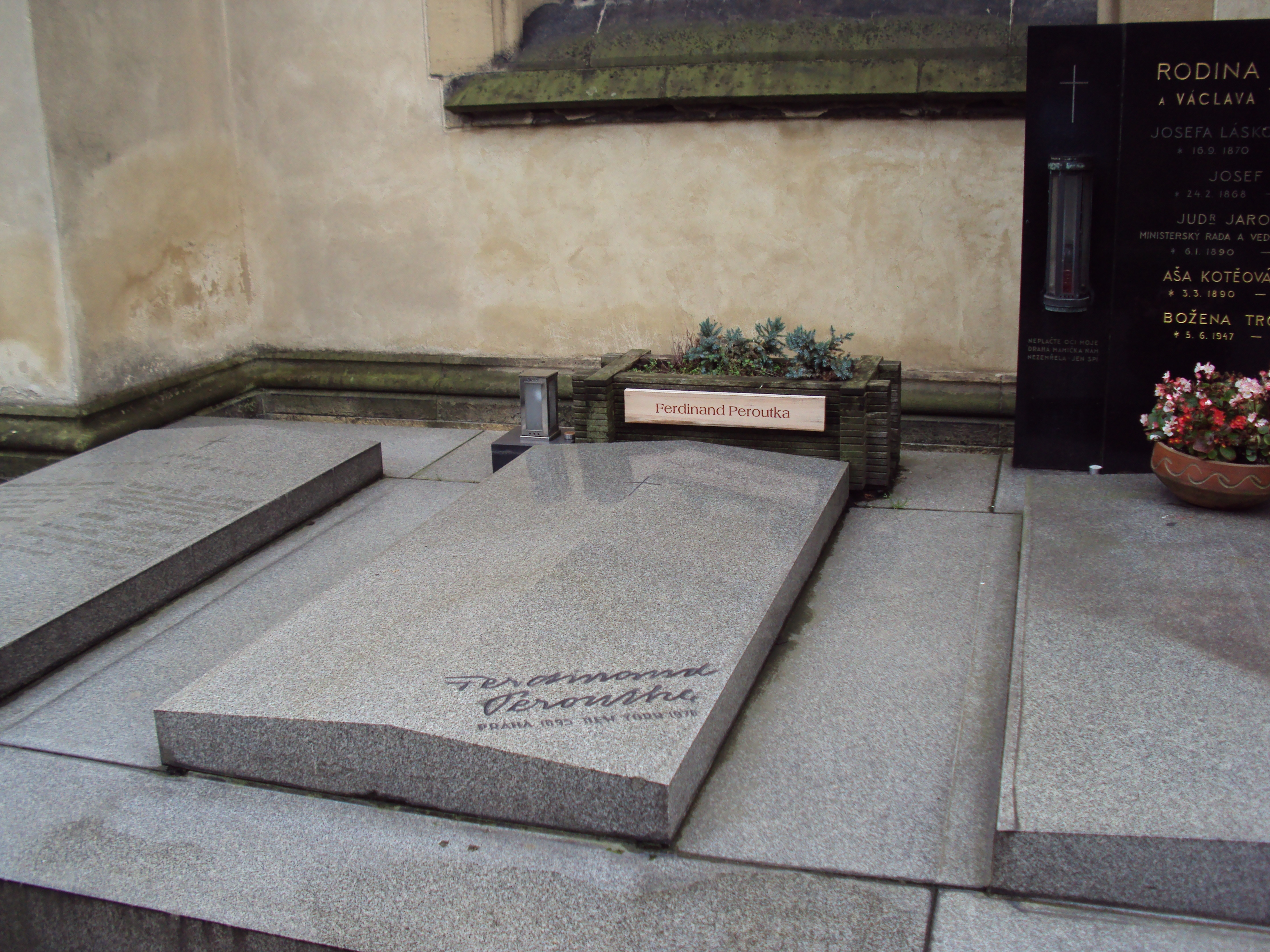
Hrob Ferdinanda Peroutky na Vyšehradském hřbitově

Po komunistickém únorovém převratu roku 1948 odešel do exilu, nejprve do Anglie, později do USA. Od roku 1951 do roku 1961 vedl československé oddělení rádia Svobodná Evropa se sídlem v New Yorku v USA a v německém Mnichově. On sám úřadoval po celou dobu v New Yorku, mnichovskou redakci vedl například Pavel Tigrid, se kterým se dostal do konfliktu, což skončilo v roce 1952 Tigridovou výpovědí. Po odchodu do penze psal každý týden do československého vysílání RFE/RL své nedělní patnáctiminutové "Talky" až do své smrti.
Byl jedním z členů Rady svobodného Československa, pro niž roku 1949 sepsal ustavující deklaraci.
Pokoušel se také vydávat exilový časopis Budoucnost, který měl navázat na Přítomnost a Dnešek.
Peroutka byl jedním z významných představitelů protikomunistického odboje. Čtení a šíření jeho politických rozborů a komentářů bylo v Československu pronásledováno. Zatímco o Karlu Čapkovi a dalších pátečnících se psalo a hovořilo alespoň sporadicky, Peroutka jako by neexistoval. Mládež, která vyrostla během normalizace, Peroutkovo jméno prakticky neměla možnost zaznamenat. V roce 1989 se postava Peroutky nesměla objevit ani v Čapkově životopisném filmu Člověk proti zkáze z období první republiky.
Zemřel v newyorské nemocnici 20. dubna 1978. Rok předtím mu byl zjištěn nádor na plicích. Po změně politických poměrů byly jeho ostatky v roce 1991 pohřbeny na Vyšehradě.

## Hodnocení

### Ocenění a odkaz
V roce 1990 scenárista a režisér Josef Protiva natočil televizní film Muž Přítomnosti Ferdinand Peroutka
V roce 1991 mu tehdejší prezident Václav Havel udělil Řád Tomáše Garrigua Masaryka I. stupně, in memoriam.
V roce 1995 byla k 50. výročí ukončení druhé světové války natočena televizní inscenace divadelní hry Valčík na uvítanou, kterou na motivy Peroutkova románu Oblak a valčík napsal a režíroval Antonín Přidal.
V roce 1996 u příležitosti 100. výročí jeho narození vydala Česká pošta známku s Peroutkovým portrétem a byla zřízena Cena Ferdinanda Peroutky, která je jedním z nejvýznamnějších ocenění pro české novináře.
Ještě v exilu uspořádala Peroutkova třetí žena Slávka Peroutková z jeho pozůstalosti knihu Muž přítomnosti. Kniha vyšla v roce 1985 v Nakladatelství Konfrontace Curych, později, 1995 v Nakladatelství Lidové noviny pod názvem Deníky, dopisy, vzpomínky. Úvod k ní napsal Jiří Kovtun a doslov Pavel Tigrid.
V roce 2005 pak Peroutková vydala v nakladatelství Dokořán svoje vzpomínky na manžela pod názvem Třetí ženou svého muže – Třiatřicet let s Ferdinandem Peroutkou.
Zastupitelstvo městské části Praha 5 schválilo pro Ferdinanda Peroutku čestné občanství. Na domě v Matoušově ulici (na adrese: Matoušova 1286/5, Praha 5 – Smíchov), kde Peroutka žil těsně před deportací do koncentračního tábora Buchenwald, je umístěná pamětní deska. V Praze 5 na Malvazinkách pak existuje Peroutkova ulice.
Památník Ferdinanda Peroutky se nachází v pražském parku Portheimka (Smíchov). Vychází z dýmky, která se stala symbolem Ferdinanda Peroutky. Autorem památníku, který byl instalován v parku koncem roku 2023, je architekt Radek Talaš. Památník je pojmenován po Peroutkově knize „Jací jsme“. Tento nápis je na památníku v místech, kde má skutečná dýmka žhnoucí tabák.

Památník Ferdinanda Peroutky v parku Portheimka na Smíchově
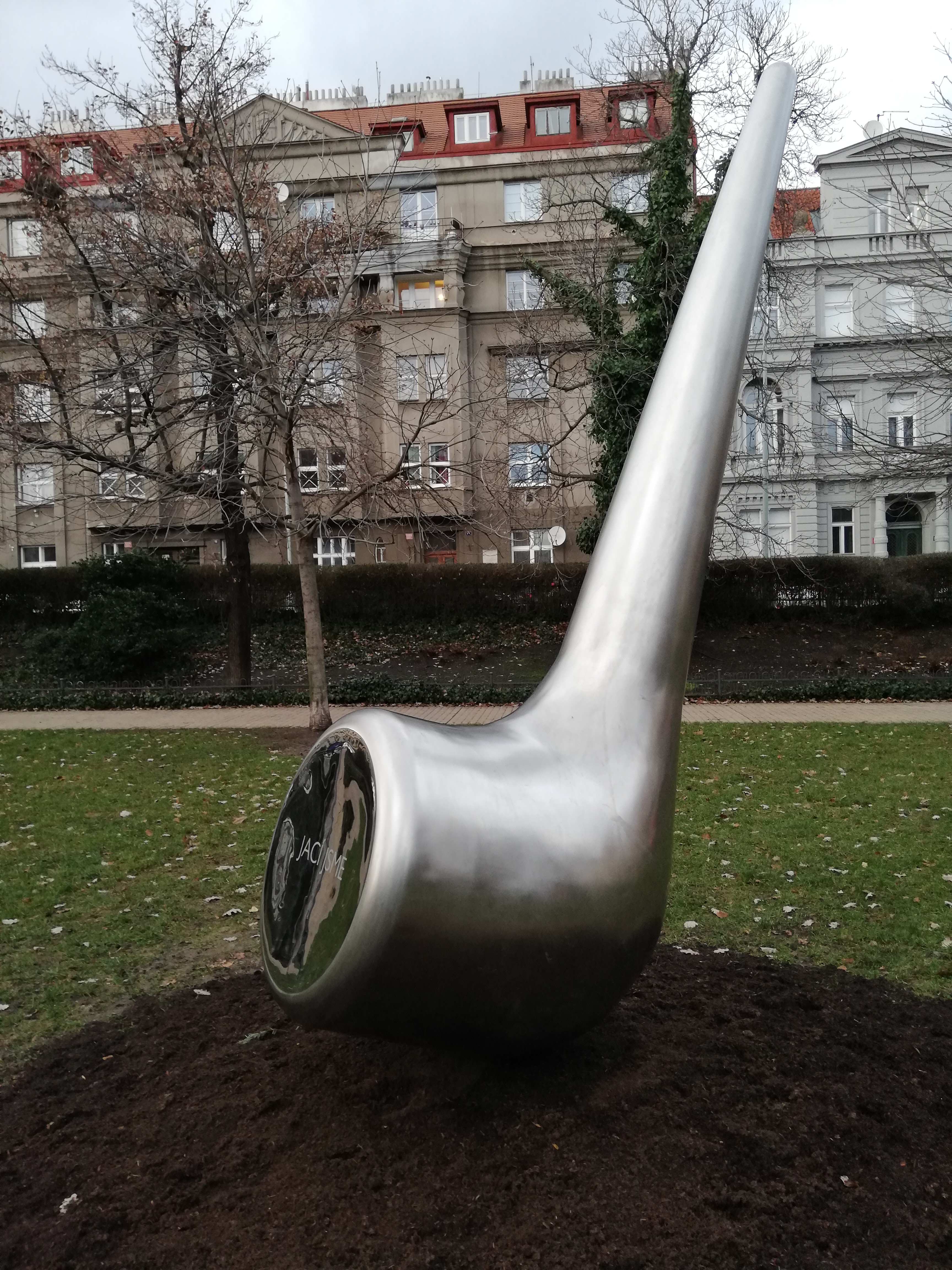
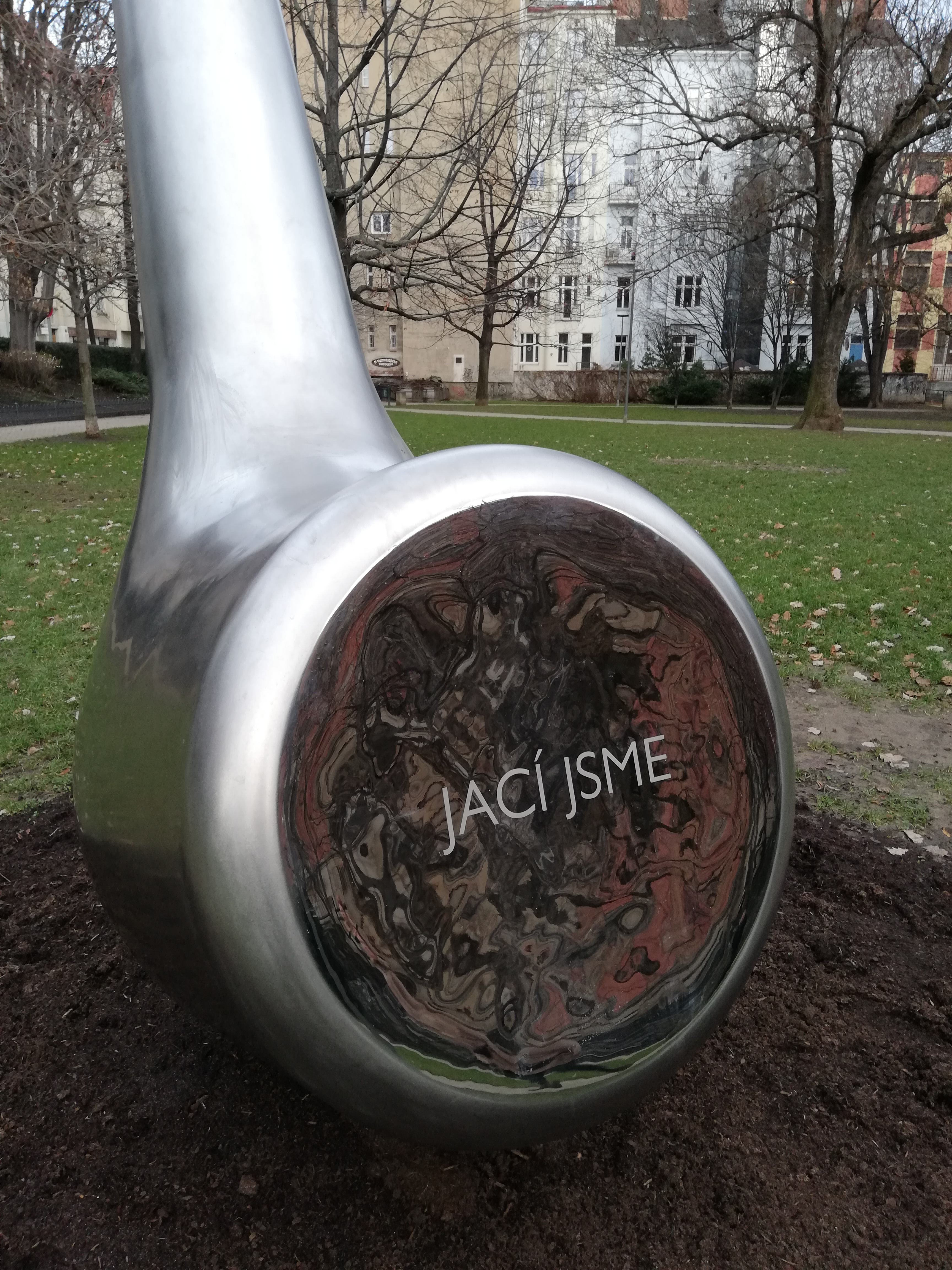
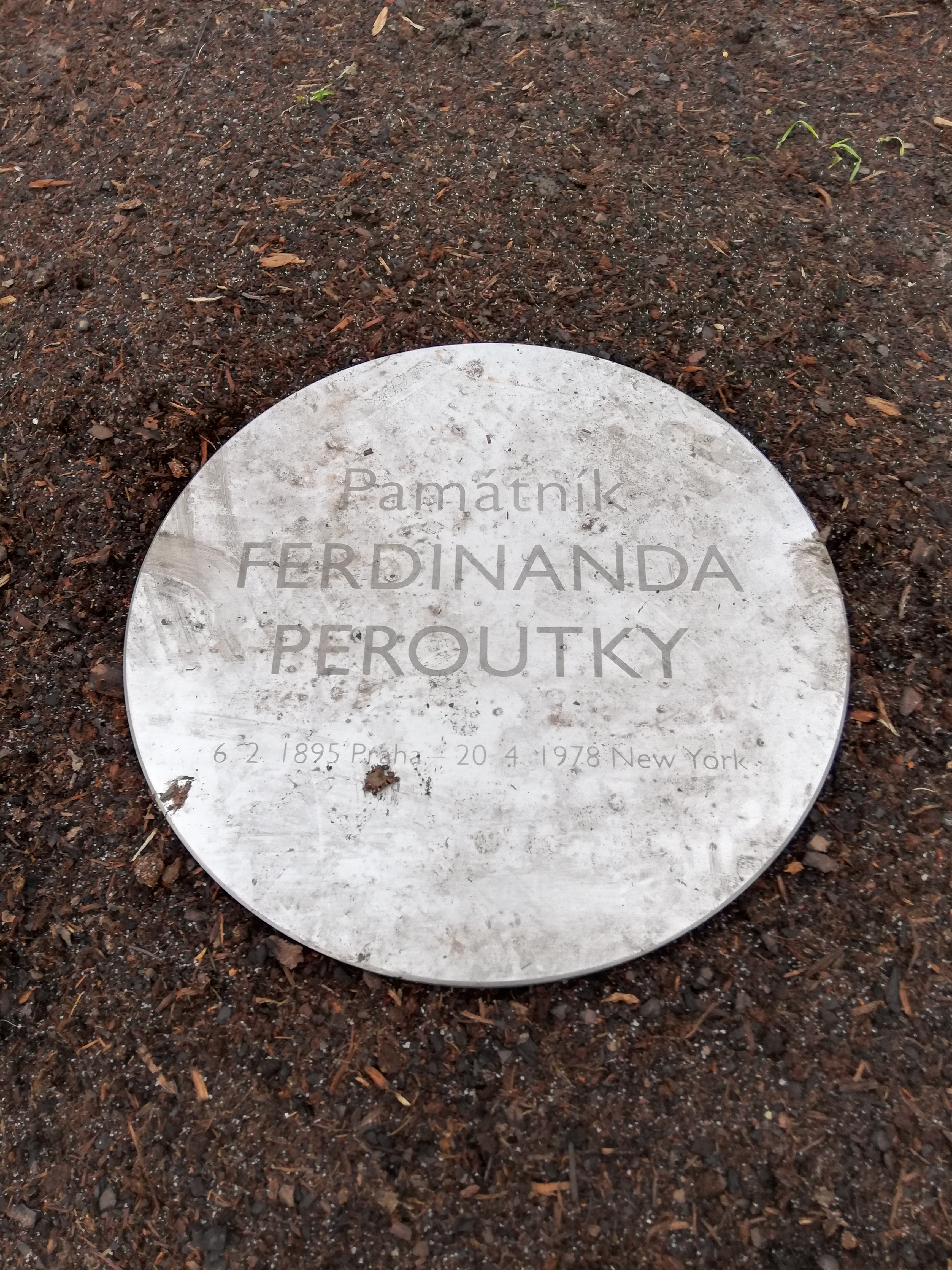

### Kauza Hitler je gentleman
V lednu roku 2015 se český prezident Miloš Zeman vyjádřil v tom smyslu, že Peroutka byl fascinován nacismem a údajně (podle prezidenta) napsal i oslavný článek Hitler je gentleman. Jeho výrok vyřčený při proslovu k 70. výročí osvobození koncentračního tábora v Osvětimi v médiích vyvolal vášnivou debatu, do které se zapojila celá řada novinářů a blogerů. Ačkoli se ukázalo, že i další citace, které zazněly při proslovu prezidenta, byly smyšlené (resp. převzaté z tendenčních publikací a neověřené), mluvčí prezidenta Jiří Ovčáček přesto odmítl cokoli z proslovu dementovat a prezident slíbil, že jeho tým Peroutkův údajný článek Hitler je gentleman dohledá. Server abcHistory.cz v té souvislosti upozornil na to, že výrokem „Hitler je gentleman“ byl ve skutečnosti znám Neville Chamberlain, zatímco duchu Peroutkových aktivit takové vyjádření charakterově odporuje. Server také naznačil možnost, že hledaným textem Hitler je gentleman by ve skutečnosti mohl být už po válce kritizovaný článek Hitler po lidské stránce. Prakticky by pak šlo o stejný spor, jaký musel Peroutka absolvovat už v poválečných letech a k němuž se i jasně vyjádřil.
V dubnu 2015 Peroutkova vnučka Terezie Kaslová podala za výroky prezidenta na adresu jejího dědečka žalobu na český stát. Naproti tomu podle tvrzení prezidenta Zemana jeho mluvčí objevil při prohledávání publikací Ferdinanda Peroutky jiná vyjádření, než prezident citoval na mezinárodním fóru, a ke konci dubna začal, namísto omluvy za nařčení či původního článku, postupně sdílet některé Peroutkovy články (vzhledem k tomu, že kompletní digitální archiv časopisu Přítomnost je dostupný on-line, nešlo o žádný objev) z období druhé republiky a počátku Protektorátu Čechy a Morava, které mají dokazovat jeho údajný kontroverzní postoj k nacismu. Ovčáček nasdílel články „Češi, Němci a židé“, „Povinnost je jasná“, „Dynamický život“, „Nový poměr k Německu“ a „Ani - Ani“, předcházené heslovitým komentářem a vybranými citáty. Znalci Peroutkova života a díla zpochybnili schopnost prezidenta Zemana a jeho mluvčího Ovčáčka vést fundovanou diskusi o Ferdinandu Peroutkovi a daném období, Ovčáčkovu schopnost pochopit obsah textu, zdůraznili tendenčnost jimi vybíraných citací, a také upozornili na to, že jeden z článků, který má dokládat prezidentovu původní tezi, Dynamický život [Přítomnost, 26. dubna 1939], patřil mezi důvody Peroutkova uvěznění v koncentračním táboře. Odborníci se naopak shodují, že texty byly, s ohledem na dobovou situaci, psané s odvahou. Ovčáček popírá, že by Peroutka byl kvůli článku Dynamický život gestapem perzekvován, což odůvodňuje tím, že k zatčení nedošlo bezprostředně po jeho publikaci, a na své interpretaci článků trvá, navzdory vlně kritiky, již vyvolal.
Zatímco podle názorů mnoha odborníků a komentátorů je cílem Zemanova a Ovčáčkova úsilí pokus odvést pozornost veřejnosti a médií od prezidentovy neochoty omluvit se za jeho původní nedoložený výrok, případně i od dalších kontroverzních témat spojených s osobou prezidenta či snaha „vyřídit si účty“ s celou českou novinářskou obcí, jiní nechápou jaký smysl má tato mediální kampaň vůbec mít. Dne 3. května 2015 Zeman v online rozhovoru pro Blesk TV řekl, že pokud mluvčí Hradu Jiří Ovčáček nenajde do konce června článek „Hitler je gentleman“, vypíše Zeman z vlastních prostředků odměnu pro toho, kdo ho najde. V rozhovoru také uvedl, že oslavný článek na Třetí říši za války napsal i spisovatel Jaroslav Seifert. Na konci června 2015 se Zeman omluvil za to, že text nebyl nalezen, zároveň vypsal výše zmíněnou odměnu.
Dne 1. 10. 2016 bylo oznámeno, že historik Jan Galandauer našel článek „Hitler – gentleman, čeští nár. soc. – piráti“, který částečně odpovídá Zemanovu popisu, ale autorem není Peroutka a vyšel v Rudém právu 24. února 1937. Je reakcí na nepodepsaný článek, který vydal Venkov, jehož šéfredaktorem byl Josef Vraný. Zeman popřel, že by se jednalo o jím popsaný článek, a Ovčáček měl v hledání dále pokračovat.
Po pokračujících právních sporech a řadě soudních rozhodnutí mj. o tom, zda a kdo je povinen se za prezidentovy výroky omlouvat, vydalo 5. 11. 2021 na základě konečného rozhodnutí Městského soudu v Praze z července 2021 a Nejvyššího soudu z října 2021 jménem České republiky Ministerstvo financí Peroutkově vnučce Terezii Kaslové omluvu ve znění výslovně uvedeném v rozsudku. 

## Dílo
Peroutka je autorem knihy úvah o české národní povaze Jací jsme a rozsáhlého díla o počátcích Československa Budování státu.
- Ano a ne, 1932
- Budování státu, 1933–1936, toto dílo je nedokončené a zabývá se historií Československa v letech 1918 až 1922. Je považováno za stěžejní dílo tvorby F. Peroutky.
- Demokratický manifest, 1957
- Osobnost, chaos a zlozvyky
- Byl Edvard Beneš vinen? – 50./60. léta, Praha 1993

### Umělecká tvorba
- Z deníku žurnalistova, 1922, fejetony
- Šťastlivec Sulla, divadelní hra
- Oblak a valčík, (divadelní hra z prostředí Třetí říše, premiéra 30. dubna 1947 ve Stavovském divadle; románová verze: 1976, New York, nakladatelství '68 Publishers)
- Pozdější život Panny, (1980, New York), román: jedná se o spekulativní příběh alternativní historie, pojednávající o tom, čeho by se dožila Johanka z Arku, kdyby byla zachráněna před smrtí na hranici